# Cherif Younousse
Cherif Younousse (22 de maio de 1995) é um jogador de vôlei de praia senegalês naturalizado qatari medalhista de bronze nos Jogos Olímpicos de Verão de 2020.

## Carreira
Cherif Younousse representou, ao lado de Jefferson Pereira, seu país nos Jogos Olímpicos de Verão. Nos Jogos Olímpicos de Verão de 2016, terminando nas oitavas-de-finais.